# Dumantepe, İkizce
Dumantepe là một xã thuộc huyện İkizce, tỉnh Ordu, Thổ Nhĩ Kỳ. Dân số thời điểm năm 2010 là 256 người.